# Stray Heart
«Stray Heart» ―en español: «Corazón extraviado»― es una canción interpretada por la banda estadounidense de punk rock Green Day, incluida en su décimo álbum de estudio, ¡Dos!, de 2012. La canción se estrenó como primer sencillo del disco el 15 de octubre de 2012.
Fue escrita por el vocalista y guitarrista principal de la banda, Billie Joe Armstrong y producida Rob Cavallo.

## Antecedentes
La canción fue tocada por primera vez en Costa Mesa (California), el 7 de octubre de 2011 en el primer show secreto de la banda en pequeños clubes y bares. Junto a Stray Heart también tocaron otras canciones de ¡Dos!, como Fuck Time, Amy, Wild One y Ashley, al igual que el resto de la trilogía.
Meses después, El 11 de abril de 2012, Billie Joe Armstrong anunció que la banda estaba trabajando en una trilogía de álbumes llamada ¡Uno! ¡Dos! y ¡Tré!, con lanzamientos el 25 de septiembre, 12 de noviembre y el 15 de enero de 2012 (los primeros dos) y 2013 (el último) respectivamente, con el sello de Reprise Records y con la producción de Rob Cavallo y Green Day. Junto a esto se anunció que ¡Uno! tendría un estilo Power Pop, ¡Dos! un estilo Garage Rock y ¡Tré! estaría más cerca a los trabajos anteriores de la banda como American Idiot y 21st Century Breakdown.
Se han publicado dos adelantos para ¡Dos! en el canal oficial de Youtube de la banda. En el segundo aparece un extracto de Stray Heart, junto con otros de Fuck Time y Stop When te Red Lights Flash e imágenes de la banda tocando en conciertos.
Stray Heart fue puesta en el Idiot Club antes de su lanzamiento el 8 de octubre, en el que los miembros podían oír la canción.

## Composición y realización
La canción posee una duración de aproximadamente 3 minutos y medio. Tal y como había estado anunciando la banda, el tema posee un género de Pop-Punk y con influencias de Garage Rock, propios de una de las bandas alternativas de Green Day: Foxboro Hot Tubs.
Además tiene una inclinación hacia el Rock and Roll clásico o Rockabilly de los años 60. La letra trata sobre amor y desamor, sobre un amor perdido.
Se anunció que la canción sería estrenada el 15 de octubre en el Reino Unido y el 23 de octubre en Estados Unidos.
La canción fue transmitida en exclusiva por Zane Lowe de Radio 1, junto con una entrevista a Mike Dirnt, donde hablan sobre Billie y sobre alejarse de todo tipo de publicidad mientras él está bajo tratamiento.

## Recepción

### Comentarios de la Crítica
La canción ha sido recibida con críticas mayoritariamente favorables de parte de los profesionales y los fanes. El portal del Metal dijo: «Stray Heart, obviamente, suena a FHT, pero sigue siendo una muy buena canción, nada decepcionante como «Oh Love» [primer sencillo de ¡Uno!]». Además el portal Spin comparó el tema con canciones de britpop clásico; enfatizando un poco el parecido con el tema de The Jam, Town Called Malice; pero con buenos rastros de rock «moderno».
El portal Stereoboard le dio un visto bueno a la canción diciendo: «“Stray Heart” muestra el estilo inimitable de pop-punk de Green Day, añadiéndole elementos clásicos del rock n' roll».
Respecto a la letra de la canción, Music Feed dijo que era una «oda a un amor perdido» y que seguramente alguien pudo haber herido emocionalmente a Billie Joe.

### Desempeño Comercial
La canción entró en su semana de estreno en el puesto 68 del Billboard Japan Hot 100 y subió hasta el puesto número 13 en las siguientes dos semanas y posteriormente ingresó en el puesto 34 de la lista de Rock del Reino Unido, alcanzando el puesto 16. También entró en listas de Bélgica y Corea del Sur.

## Video musical
El director del video fue Robert Schober (Roboshobo), quien dirigió, entre otros, los vídeos de All Nightmare Long (Metallica), Diamond Eyes (Deftones), Na Na Na (My Chemical Romance) y Another Way to Die (Disturbed). El vídeo fue estrenado el 7 de noviembre, en el portal de NME. Al día siguiente fue subido a la cuenta oficial de YouTube de la banda. El vídeo cuenta la historia de un joven con, literalmente, un agujero en el pecho por perder su corazón y que anda por la ciudad buscándolo y siguiéndole los pasos. Además de esto se muestran imágenes de los diferentes discos de la banda en una tienda de música. El video tiene la particularidad de ser el primero en el cual los integrantes de la banda no participan de la trama.

## Lista de canciones
| Descarga Digital; CD Promocional |               |          |  |
| N.º                              | Título        | Duración |  |
| 1.                               | «Stray Heart» | 3:44     |  |

## Posicionamiento en listas
| País          | Listas                   | Mejor posición |
| 2012          | 2012                     | 2012           |
| ------------- | ------------------------ | -------------- |
| Bélgica       | Ultratip 50              | 20             |
| Corea del Sur | Gaon International Chart | 23             |
| Israel        | Media Forest Chart       | 8              |
| Italia        | Musica e Dischi          | 35             |
| Japón         | Billboard Japan Hot 100  | 10             |
| Reino Unido   | UK Rock Chart            | 16             |

## Créditos
| Green Day - Billie Joe Armstrong: voz principal, guitarra - Mike Dirnt: bajo, coros - Tré Cool: batería, percusión - Jason White: guitarra eléctrica | Producción - Chris Bilheimer: arte y diseño - Rob Cavallo: productor discográfico - Green Day: productor - Chris Dugan: ingeniero de sonido - Ted Jensen: masterización - Chris Lord-Alge: mezcla - Pat Magnarella: administración - Roboshobo: dirección artística |